# Denis de Champeaux
Denis Anne Marie de Champeaux de Saucy (ur. 14 lutego 1865 w Dijon, zm. 1 września 1937) – generał brygady armii francuskiej.

## Życiorys
Syn Josepha de Champeaux de Saucy (1835–?) i Cécile Bocquillon Liger-Belair (1843–1876)
W 1890 ukończył Akademię Wojskową w Saint Cyr, (71 promocja, de Châlons) i został mianowany podporucznikiem kawalerii.
W lutym 1919 został dowódcą 6 Dywizji Strzelców Polskich.
31 sierpnia 1889 poślubił Odette Texier de la Pommeraye. Miał trójkę dzieci Jacquelin (1890-1968), Denis (1892-1914), Bernadett (1897-1983).
W 1921 został odznaczony Krzyżem Srebrnym Orderu Wojskowego Virtuti Militari nr 6065.